# 4959 Niinoama
4959 Niinoama este un asteroid din centura principală, descoperit pe 15 august 1991 de Akira Natori și Takeshi Urata.